# Katholiek Vlaams Hoogstudenten Verbond Gent
Der Katholiek Vlaams Hoogstudenten Verbond Gent (KVHV) (Katholischer Flämischer Studentenverband zu Gent) ist eine katholische Studentenverbindung mit einer flämisch-nationalen und konservativen Ausrichtung. Gegründet im Jahr 1887, ist KVHV-Gent der älteste KVHV-Ortsverband und eine der ältesten Studentenverbindungen in Flandern. Der KVHV-Gent hat eine politische und traditionell-studentische Ausrichtung und war seit 1911 Mitglied des Katholischen Flämischen Studentenverbands, der sich 2015 auflöste.
Wenngleich er sich seiner Herkunft nach als katholische Korporation bezeichnet, ist der KVHV-Gent seinen Prinzipien nach am ehesten mit einer deutschen Burschenschaft vergleichbar.

## Allgemeines
Der KVHV Gent ist eine farbentragende akademische Verbindung mit national-konservativem Wertekanon. Aus historischen Gründen ist er als traditionell flämische Verbindung nichtschlagend und katholisch (beide Aspekte sind das Erbe der alten flämisch-katholischen Studentenbewegung). Trotzdem können Studenten aller christlichen Konfessionen und auch nichtgläubige Studenten Mitglied werden. Als Ortsverband mit einer politischen Wirkung steht KVHV-Gent für Männer und Frauen offen. Die Verbindung ist traditionell-studentisch orientiert und war bis 2007 mit dem Dachverband Gents Studentenkorps (GSK) verbunden. Als politisch eingestellte Verbindung erwartet sie von ihren Mitgliedern politisches Engagement in (flämisch-)nationaler und konservativer Hinsicht. Diese politische Identität verwirklicht sich auch am Festhalten an nationalem Liedgut wie „het Wilhelmus“ und „De Vlaamse Leeuw“ sowie politische Aktionen. Neben einem Freundeskreis kennt der KVHV Gent auch das Lebensbundprinzip.

## Geschichte

### Rodenbach’s vrienden

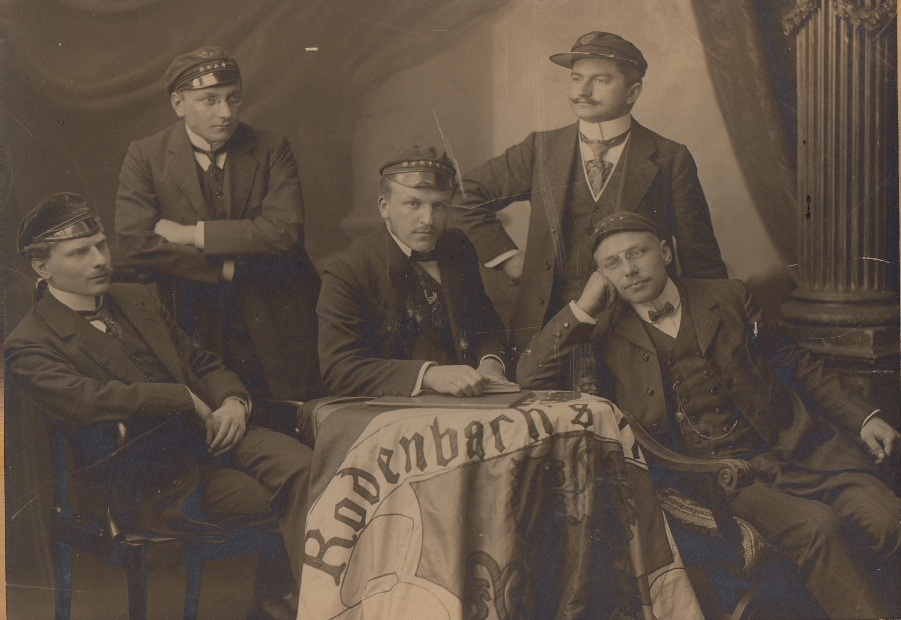
Praesidium Rodenbach’s Vrienden (1910–11). Unten: Kluyskens, Storme, Debeuckelaere.

Die erste Organisation katholisch-flämischer Studenten an der damals französischsprachigen Universität Gent war die Vlaamsch Katholieke Gilde (Flämische Katholische Gilde), gegründet im Jahr 1887 durch Lodewijck de Bock. Ziel dieses Vereins war die Vereinigung flämisch orientierter (Flamingante) und katholischer Studenten gegen die flämische, aber sehr freisinnig-liberale akademische Sozietät T Zal Wel Gaan einerseits, und die katholische, aber französischsprachige Gesellschaft Association Générale des Étudiants Catholique andererseits. Im Jahr 1889 änderte man den Namen auf Rodenbach’s Vrienden, eine Reverenz an Albrecht Rodenbach, der zehn Jahre zuvor die Fundamente der flämischen Studentenbewegung mit seinem Aufruf zur Gründung einer Studentenbewegung ähnlich der mächtigen und triumphierenden Burschenschaft, einer flämischen Burschenschaft oder Knapenschap gelegt hatte.
Die frühe Vereinskultur war hauptsächlich durch die Pflege einer kulturellen flämischen Identität und sozialen Bewusstseins inspiriert und äußerte sich in einem ausgesprochen Eifer auf literarische Bildung und das Ausleben ordentlicher Studentenkultur. Dieses Streben spiegelt sich in studentisch-literarischen Stücken, wie Studentenliedern (z. B.: De Gilde Viert von Rene De Clercq aus 1902) und starker Kritik an anderen Verbindungen und ihren verrohten Versammlungen wieder. Auch mit aktuellen sozial-politischen Themen wie der Einführung einer Schulpflicht beschäftigte man sich, daneben waren Rodenbach’s Vrienden auch eine starke Stimme im Streit für eine niederländischsprachige Universität in Gent. Im Unterschied zu deutschen Verbindungen waren Vereine wie Rodenbachs Freunde ursprünglich eher literarisch-kulturelle Vereine ohne starke Verbindungskultur wie ihre deutsche Nachbarn, obwohl man schon frühe Formen der Bierkneipe kannte. Verbindungsfarben und Zirkel waren nicht bekannt. Die Mütze war eine sogenannte crapuleuse: eine (wahrscheinlich) grüne Mütze mit Fakultätszeichen und goldene Sternen für jedes Studienjahr. Die Popularität dieser Mütze bis 1914 zeugt von einer stürmischen antifranzösischen Identität (gegen die Calotten, so wurden die katholischen Französischsprachigen genannt). Kontakte mit ähnlichen Vereinen bestanden schon mindestens zehn Jahre, als im Jahr 1911 Präside Jules Storme (Rodenbach’s Vrienden zu Gent) und Jozef Verduyn (Vlaamsch Verbond zu Leuven) den Allgemeinen Katholischen Flämischen Studentenverband als Dachverband für flämisch-katholische Gesellschaften und Verbindungen gründeten.
Der Erste Weltkrieg beendete die Aktivitäten der Vereine. Ehemalige Mitglieder von Rodenbach’s Vrienden und dem Vlaamsch Verbond bleiben jedoch politisch und literarisch aktiv. So konnten beide Vereine 1916 eine Sonderausgabe vom Löwener Studentenblatt Ons Leven herausgeben als Hoogstudent op den Yser, mit Beitragen von flämischen Politikern und Ideologen wie Frans Van Cauwelaert, Joris van Severen, Hendrik Borginon und Alfons Van de Perre. Auch politisch blieb man sehr aktiv. Adiel Debeuckelaere, Redakteur im Jahr 1911, war einer der Gründer der sogenannte Frontbewegung, einer radikalen flämischen Soldatengruppe. Auch Joris van Severen (Senior 1912) blieb aktiv in radikalen sozial-nationalistische Soldatengruppen.

### Nach dem Ersten Weltkrieg

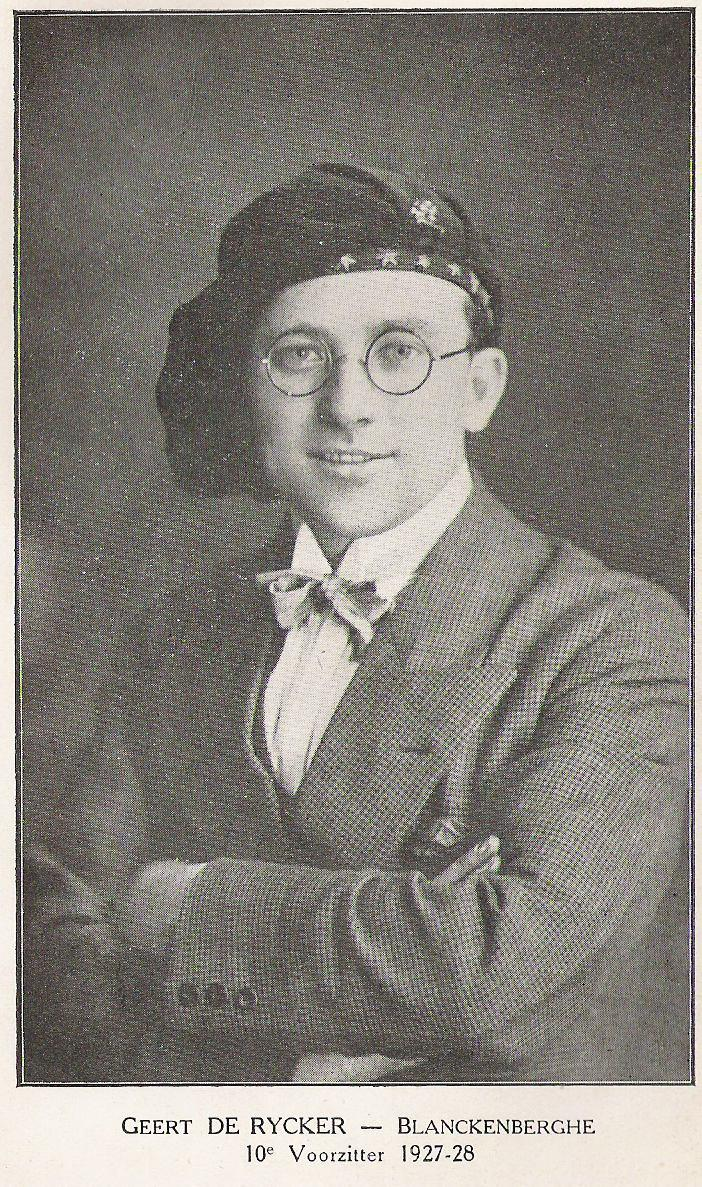
Geert De Rijcker, Vorsitzender AVHV (1928–1929) mit flat

Der Erste Weltkrieg und die deutsche Flamenpolitik enden in einer ausgesprochenen Spaltung zwischen Aktivisten (pro Kollaboration und für flämische Rechte) und Passivisten (gegen Kollaboration), auch bei Studenten. Während des Krieges entstand in Gent eine neue Studentenbewegung holländischer Korporationsart mit radikalen flämischen Forderungen und mit Unterstützung der deutschen Besatzer, das Gentsch Studentencorps "Hou ende Trou" (GSC), als allgemeiner Verein flämischer Hochschulstudenten an der flämischen Universität zu Gent (1916–18). Andererseits bleiben auch ehemalige Mitglieder wie Adiel Debeuckelaere und Joris van Severen aktiv für die flämische, aber loyalistisch-belgische Seite. Am 10. Februar 1919 konnte der Verein Rodenbach’s Vrienden wieder durch ehemalige Mitglieder und neue flämisch-radikale Studenten im Wirtshaus Den Rooden Hoed wiedergegründet werden. Es kam zur Auseinandersetzung zwischen Radikalen und Passivisten, woraus der Algemeen Vlaamsch Hoogstudentenverbond (AVHV) als flämische, aber überkonfessioneller Front flämischer Studenten zu Gent, Löwen, Antwerpen und später zu Lüttich und Kuregem entstand. AVHV definierte seine Statuten so: „Die Zusammenarbeit flämischer Studenten, geboren im Ersten Weltkrieg, zu unterhalten und so bald wie möglich Recht für das flämische Volk zu bekommen.“ Die soziale Seite der flämischen Studentenbewegung (Nationalismus, Frauenbewegung), fand ihren Ausdruck in den ersten aktiven Frauen bei AVHV-Gent. Trotzdem entstand auch der KVHV im Jahr 1919 unter der Führung von August De Schryver wieder. Die öffentliche Zustimmung von und durch Alte Herren von GSC Hou ende Trou, endete mit Verboten und Kritik seitens der Universität, französischsprachigen Studenten und selbst durch Wirtshäuser. Dank des Beistandes von Alten Herren fanden die Studenten ein Heim im Wirtshaus Den Uylenspiegel. Dieser KVHV war durch die Konkurrenz des Dachverband AVHV und der katholischen Gesellschaft St. Thomas (°1923) wenig aktiv. Obwohl die AVHV-Vorsitzenden aus Gent immer sehr flämisch aktiv waren, kann man nicht mit Sicherheit sagen, wie aktiv KVHV Gent zwischen 1919 und 1938 war.
Wie andere flämisch orientierte Vereine und Verbindungen, hatten auch AVHV und KVHV seit 1918 die Mütze. Die eher deutsche Mützen werden durch rotbraune Barette ersetzt, auch Flat(te) genannt. Obschon die deutschen Mützen Löwener Art keine Sterne und Fakultätszeichen kannten, sah man solche Anstecker wieder bei der Flat. Als überkonfessioneller Dachverband sind Zirkel und Band wenig bekannt, jedoch entstanden mittlerweile auch die erste Verbindungen flämischer Art, oft mit der Hilfe sehr aktiver AVHV- oder KVHV-Mitglieder.

### Ende der Zwischenkriegszeit
Am Ende der Zwischenkriegszeit war die Lage günstiger für eine große und starke flämisch-katholische Verbindung. Das Gentsch Studentencorps, das seit 1933 eine überkonfessionelle Einheitsfront flämischer Studenten war, war schon Jahre derb und schwach aufgrund interner Streitigkeiten. Das Wettkampf zwischen Verdinaso und VNV-Studenten, und später zwischen liberalen, sozialistischen und freisinnigen Studenten einerseits und flämisch-nationale Studenten andererseits endete mit der Gründung einer neuen KVHV-Verbindung gegen besser organisierte Feinde. Schon 1938 waren 350 Studenten aktiv, am Ende des ersten Jahres hatte KVHV-Gent 550 Aktive und war damit mit Abstand die größte und aktivste Verbindung in Gent. Daneben traten auch zahlreiche prominente Professoren und Intellektuelle der KVHV bei als Ehrenmitglied, wie Hochschullehrer und Nobelpreisträger Corneel Heymans.
Den 8. März 1939 gründen Oscar Bogaert, José Meiresonne, Ward Opdebeeck und Raf Van den Abeele KVHV wieder zu Gent. Wie AVHV und GSC, suchten sie auch wieder Kontakt mit den Altherrenbünden vom KVHV und GSC "Hou ende Trou". Während dieser kurzen aktiven Zeit äußerte KVHV sich wieder als radikale flämisch-nationalistische, antikommunistische (z. B. durch die Finnlandhilfe), soziale (durch die Winterhilfe) und traditionelle (durch die sog. Modelkneipe) Verbindung. Wahrscheinlich gründete diese Generation auch die sogenannte Verbondswacht als Propagandagruppe und zum Schutz gegen die Gewalt durch die Linken, nach Löwener Vorbild. Mit 550 Aktiven und eine kräftige politische Identität, wuchs KVHV in wenigen Monaten zur führenden Verbindung von Gent an, trotz dauerhafter Kritik und Auseinandersetzungen von Sozialisten, Kommunisten und Liberalen. Im November 1940 beendete KVHV wieder die Aktivität aufgrund des Krieges. Die meisten Aktiven blieben jedoch aktiv im Gentsch Studentenverbond (GSV), ein Dachverband Studentenvereine und Verbindungen unter Deutscher Besatzungskontrolle. Der ersten GSV-Praeses war Raf Van den Abeele, ehemaligen KVHV-Praeses.

### Nach dem Zweiten Weltkrieg

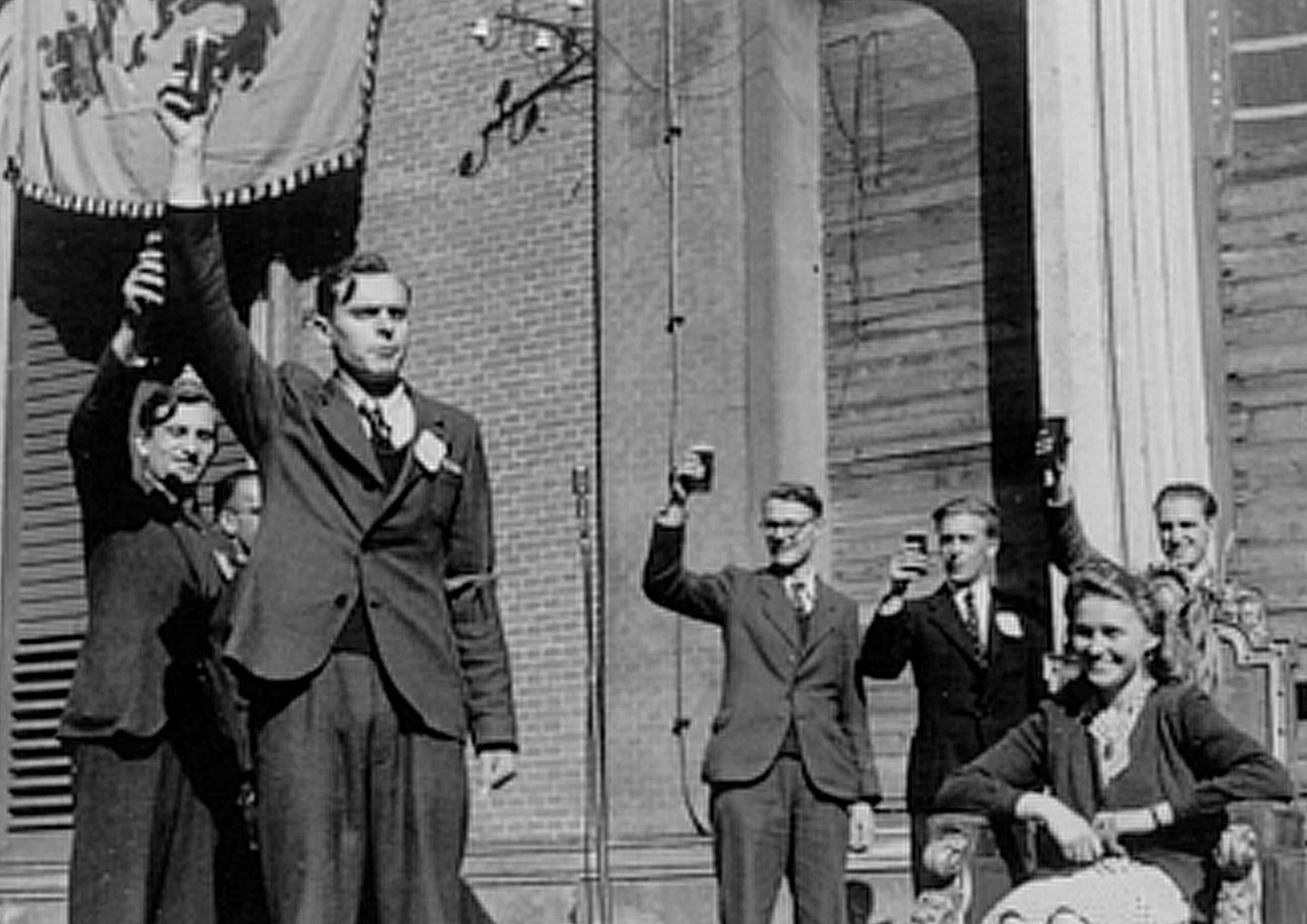
Neugründung KVHV Gent (1944)

Alles änderte sich im Jahr 1944. Zwar waren die nationalistischen studentischen Korporationen nicht verboten worden, wurden jedoch Opfer von Repressionsmaßnahmen. Die Universität gründete als Alternative für GSV einen neuen Dachverband um auch die Vereine und Verbindungen zu beherrschen. Diese Nationale Studentengroepering (NSG) (Nationale Studentengruppierung) war in Gegensatz zu älteren Verbänden wie die AVHV, GSC und GSV belgisch-loyal, eher freisinnig und stand in gutem Verhältnis mit Professorenschaft und Rektor. Im Jahr 1944 gründeten katholische flämische Studenten, mit Hilfe von KVHV-Leuven, KVHV-Gent wieder als antibelgische, flämisch-nationale und katholische Verbindung. Professor Corneel Heymans hatte den Vorsitz des Verwaltungsrats.
In den nächsten Jahren wuchs der Verband wieder stark an und werden auch vielseitige Teilvereine und Gruppierungen aufgebaut. KVHV war nicht nur abermals die größte Verbindung in Gent, es bildeten sich innerhalb der Verbindung auch eine politische Sozietät, ein kulturellen Kreis, ein Fanfarenkorps und wieder die Verbondswacht heraus. Die wachsende Zahl weiblicher Studenten führten im Jahr 1948 zur Gründung einer Teilverbindung für Frauen, dem St. Veerlekreis.
In den 1940er Jahren war der Verband sehr aktiv in dir Koningskwestie (Königsfrage). Auch in den 1950er Jahren blieb KVHV eine bemerkenswerte politische Kraft mit einer Anti-Fosty-Aktion (1953) und Protesten gegen den sehr belgischen Kurs der Expo ’58. Als studentische Verbindung war auch KVHV bei der bekannten Besetzung des Stadtschlosses (Gravensteen) dabei, der sogenannten Schlacht um die Burg Gravensteen vom 16. November 1949. Trotz großer Mitgliederzahl und politische Kraft, mussten die Aktiven die unter dem Einfluss neuer sozialer Bewegungen zeitweise den Aktivenbetrieb einstellen.

### Nach dem Mai ’68

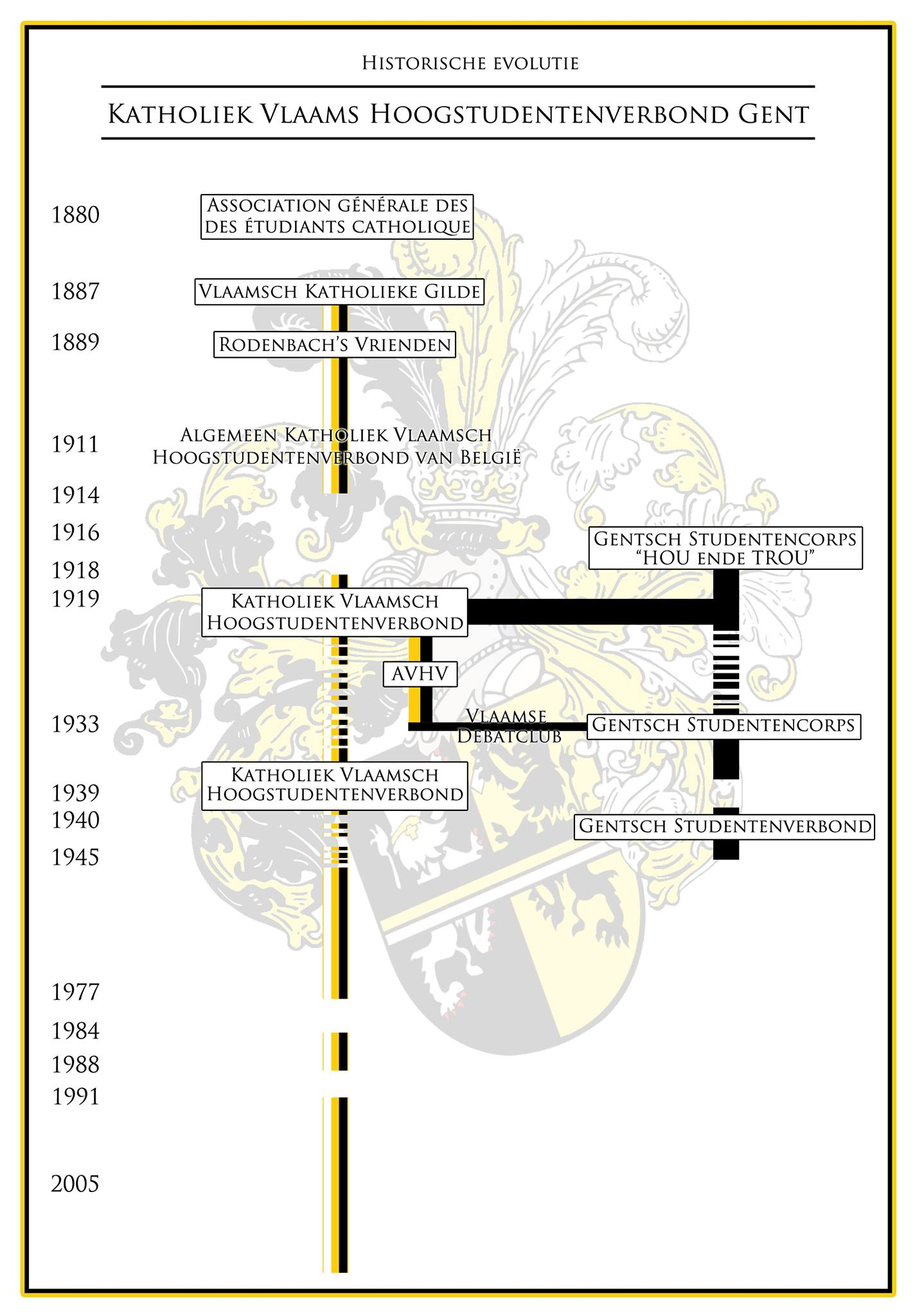
Geschichtstafel des KVHV-Gent

Trotz Hetzkampagnen und Erstarken linker Bewegungen und Vereine, setzte KVHV-Gent den Aktivenbetrieb im Jahr 1969 fort, angeführt durch Vic van Branteghem. Neben Kritik von Links wegen der ausdrücklich rechtsnationalen, katholischen und flämische Richtlinien, hatte man auch Konkurrenz an rechte Seite von der jungen, parteipolitischen Vlaams Nationale Studentenunie (flämisch nationale Studentenunion) (VNSU). Politisch charakterisierte KVHV sich durch einen starken Einfluss von der Neue Rechten. Die starke Polarisierung zwischen linksextremen Organisationen und KVHV, mittlerweile wieder die größte rechte Verbindung vor Ort, eskalierte am 21. Oktober 1974, als Aktive des KVHV versuchten, die Aufführung eines umstrittenen Bühnenstücks über das Leben von Cyriel Verschaeve zu verhindern. Infolge der Straßenschlachten zwischen Rechts (KVHV) und Links (MLB und AMADA) verbot die Universität den KVHV. Durch Verbot und Verfolgung durch Universitätsvereine und Medien wurde der Verband 1977 wieder aufgelöst.
1976 ging aus einer Abspaltung des KVHV-Antwerpen die heutige flandernweit aktive Nationalistische Studentenvereinigung hervor, die einerseits in Konkurrenz zum KVHV steht, andererseits aber auch in politischen Fragen mit ihm kooperiert.
Eine neue Generation versuchte im Jahr 1984 eine Wiedergründung des KVHV-Gent, musste sich aber schon 1988 wieder vertagen.

### Seit 1991
Unterstützt durch KVHV-Antwerpen entstand KVHV-Gent im Jahr 1991 abermals und konnte, ungeachtet des schweren Erbes von 1974, neue Aktive werben und wieder als prominente Verbindung gedeihen. 1997 folgte eine neue Anerkennung durch die Universität, sodass sie heute Mitglied des politischen Konvents der Universität (PFK) ist. Politisch bleibt KVHV an der Universität Gent wegen ihres rechtsnationalen politischen Charakters und durch die Ausrichtung von Vorträgen nonkonformer Referenten, wie Jean-Marie Le Pen (2005), David Duke (2006) und Gabriele Adinolfi (2011) umstritten. 1998 errichteten Aktive daneben auch das Gents Studentenkorps (GSK) wieder als Dachverband traditioneller Studentenverbindungen. Nach der Beendigung des GSK im Jahr 2007 organisierte KVHV sich selbst als Verteidiger von traditionellem studentische Brauchtum und Stil. So findet jedes Jahr in November eine Festkommers zum Gedenken an die Gravensteenschlacht von 1949 statt. Seit 1991 betreibt der KVHV wieder den Verkauf und die Verteilung studentischer Liederbücher (Codex). Im Jahr 2012 wurde das neue Verbindungshaus (auch Verbandshaus genannt), Huize Heymans, in der Willem-Tell-Straße bezogen.
Im Jahr 2015 war KVHV Gent abermals die größte politische Verbindung der politischen Rechten in Gent und eine starke Kraft in der Universitätspolitik. Seit 2011 wendet sich der Bund zunehmend ausländischen Verbindungen zu und es wurden Kontakte mit der Deutschen Burschenschaft geknüpft. Im April 2015 begründeten die Aktiven des KVHV-Gent und die Aktiven der Marburger Burschenschaft Rheinfranken ein Freundschaftsverhältnis zwischen ihren Verbindungen.

## Farben

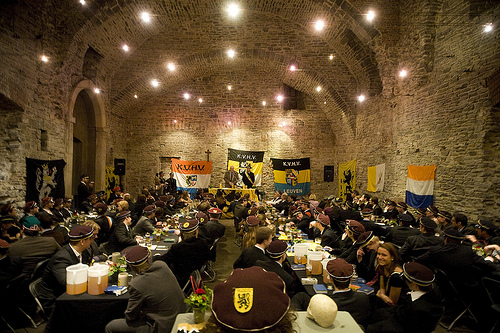
Uylenspiegelkommers 2009 in der Burg Gravensteen

Die Farben des KVHV-Gent sind seit der Zwischenkriegszeit Schwarz, Gelb und Weiß. Schwarz und Weiß sind die Stadtfarben von Gent, Schwarz und Gelb sind die Farben des Flämischen Löwens, Weiß und Gelb symbolisieren die christlich-katholischen Gesetze. Diese Farben findet man auf Wappen, Fahne, Band und Mütze. Das Wappen von KVHV-Gent stammt aus dem Jahr 1939 und wurde 1956 durch Prosenior Herman Soetaert angepasst. Seit 1956 sind die Farben schwarz-gelb-weiß statt weiß-schwarz-gelb. Füxe tragen das Band von der linken Brust zur rechten Hüfte. Der Aktivensenior trägt auch auf inoffiziellen Veranstaltungen eine dreifarbige Schärpe.
Bei der Neugründung 1939 war die Wahlspruch God ter ere, Vlaanderen ten bate. Gegenwärtig nützt man die ältere Wahlspruch Hou ende Trou!, vom Gentsch Studentencorps (1916–18). Dies bedeutet „(Halt) fest und treu!“.
Die weinrote Mütze wurde im Jahr 1932 angenommen auf Initiative von Praeses Piet Meuwissen (KVHV-Leuven) und Edmond de Goeyse, und vorgestellt als allgemeine AVHV-Mütze und Nachfolger der Flat (das braunrote Barett ohne Schirm). Die Flat wurde als Symbol eines radikalen und stillosen Vereinsgeists neubewertet, mit dieser dunkelrote halbsteifen Tellermütze wollten Meuwissen und de Goeyse zurückkehren zur deutsch-flämische Tradition aus 1913. Im Gegensatz zu der Flat, sind Fakultätszeichen und Sterne auf der Mütze verboten, da sie als französisches und belgisch-loyales Brauchtum gelten, Kennzeichen für die Verbondswacht (schwarz-gelbe Armbinde und Schwert als Kennzeichen) sind jedoch zugelassen. Nach dem Zweiten Weltkrieg war die Flat zwischenzeitlich wieder nach Gent gekommen, bis in die 1960er- und 1970er-Jahre, aufgrund starker antideutscher Ressentiments von Stadt und Universität.

## Bekannte Mitglieder
- René de Clercq (1877–1932), Schriftsteller, Komponist und politischer Aktivist
- Adiel Debeuckelaere(1888–1979), politischer Aktivist, Gründer und "ruwaard" der Frontbeweging
- August De Schryver (1898–1991), Unternehmer, Politiker (CVP) und Staatsminister
- Corneel Heymans (1892–1968), Hochschullehrer und Nobelpreisträger (1938)
- Wim Jorissen (1922–1982), Politiker, Gründer der Volksunie
- Albert Kluyskens (1885–1956), Rechtswissenschafter, Hochschullehrer, Dekan der Fakultät für Rechtswissenschaften (Universität Gent) (1933–36) und Rector der Universität Gent (1950–53)
- Roger Soenen (1902–1977), Hochschullehrer und politischer Aktivist
- Jules Storme (1887–1955), Rechtswissenschafter, Hochschullehrer, Dekan der Fakultät für Rechtswissenschaften (Universität Gent) (1946–47) und Politiker (CVP)
- Marcel Storme (1930–2018), Rechtswissenschafter und Hochschullehrer
- Vic van Branteghem (* 1946), politischer und katholischer Aktivist
- Tom Vandendriessche (* 1978), Politologe und Mitglied des Europäischen Parlaments (Vlaams Belang, seit 2019)
- Joris Van Severen (1894–1940), Politiker, Gründer des Verdinaso
- Michiel Vantongerloo (* 1992), Historiker, Soziologe und Politiker (Vlaams Belang)
- Christian Verougstraete (* 1950), Jurist und Politiker (Vlaams Belang)
- Reimond Tollenaere (1909–1942), Rechtsanwalt und Politiker (VNV)